# Rushall (Wiltshire)
Pour les articles homonymes, voir Rushall.
Rushall est une paroisse civile et un village du Wiltshire, en Angleterre.